# 焼内湾

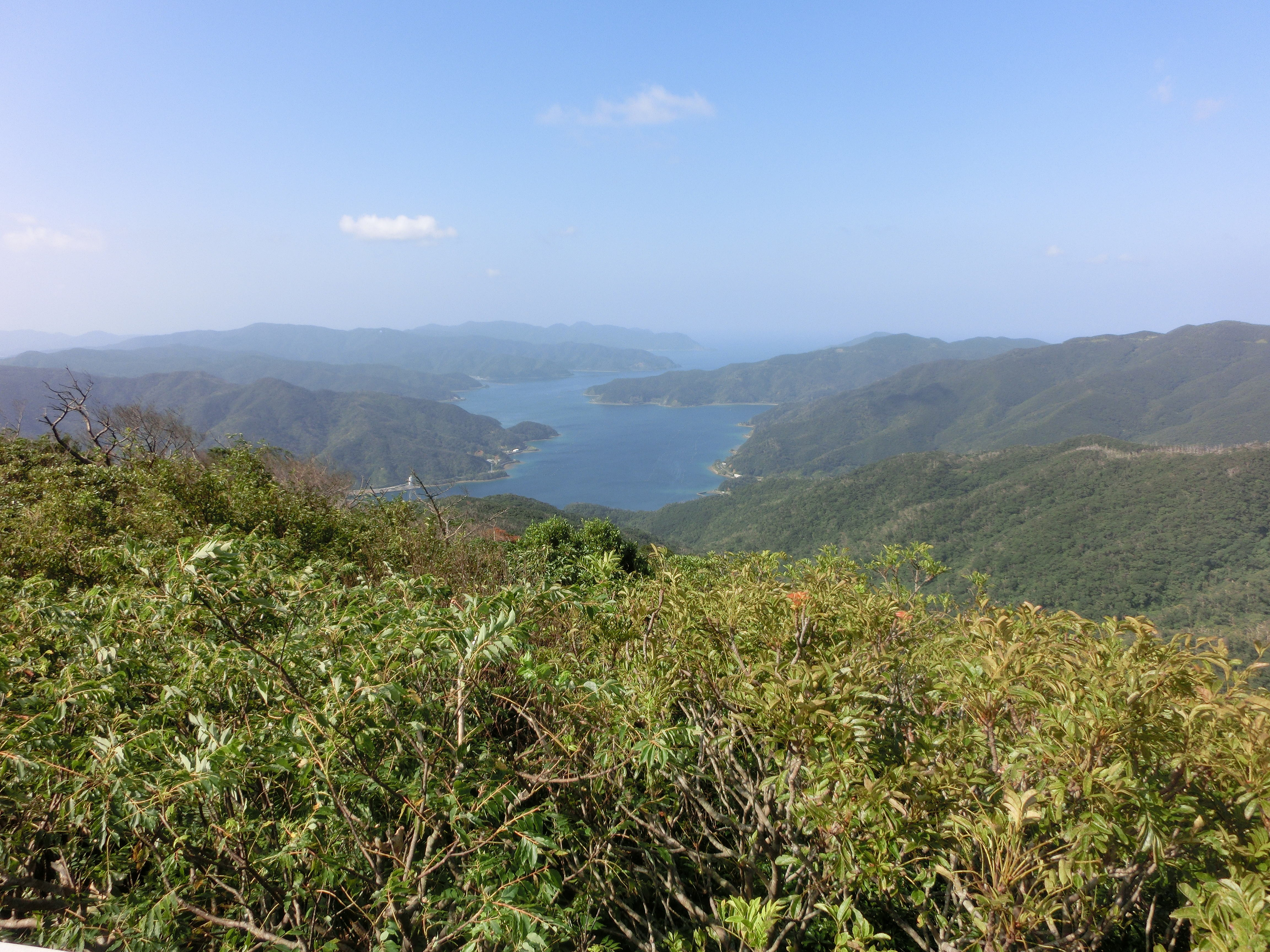
焼内湾（湯湾岳展望台より）

焼内湾（やけうちわん）は、奄美大島西部宇検村にある東シナ海に面した湾。最深部は湾口部で水深84メートルほど。代表的な海岸は屋鈍海岸など。奄美大島のハブ発祥の地とされる枝手久島を湾口に持ち、湾内のクロマグロの養殖や湾奥の湯湾港での真珠やクルマエビの養殖が盛んである。
湾付近の湯湾岳は奄美大島最高峰であり、シニレク、アマミコの神話で知られるほか、奄美群島国立公園特別保護地区に指定されている。
琉球王朝時代には重要な港として機能した。対馬丸事件では105名もの犠牲者の死体が焼内湾にあがったことから「肉の海」とも呼ばれた。
湾内や流れ込む河内川は希少種リュウキュウアユの回遊路として知られるほか湾口内外はザトウクジラやミナミハンドウイルカの回遊経路になっている。1997年には絶滅危惧種のセミクジラが湾内に遊泳し（南西諸島全体でも確認数が目視3例漂着1例捕獲1例しかないがその全てが奄美大島周辺である）、前回の目撃は1955年の須子茂離沖、次の記録は2014年の大和村沖での目撃になる貴重な記録になった。